# Michael Linhart
Michael Linhart (ur. 31 sierpnia 1958 w Ankarze) – austriacki dyplomata, prawnik i urzędnik państwowy, w 2021 minister spraw zagranicznych.

## Życiorys
W 1976 ukończył szkołę średnią w miejscowości Feldkirch. Odbył służbę wojskową, następnie studiował prawo na uniwersytetach w Salzburgu i Wiedniu. Studia i praktykę zawodową ukończył w 1985. W następnym roku został zatrudniony w resorcie spraw zagranicznych. Początkowo pracował w ambasadzie w Addis Abebie, następnie w ambasadach w Damaszku (jako pierwszy sekretarz i zastępca szefa misji) oraz w Zagrzebiu (jako radca i zastępca szefa misji).
W latach 1995–2000 pełnił funkcję sekretarza ministra spraw zagranicznych Wolfganga Schüssela z Austriackiej Partii Ludowej. W 2000, gdy lider ludowców objął stanowisko kanclerza, Michael Linhart został jego specjalnym doradcą do spraw zagranicznych. Jeszcze w tym samym roku otrzymał nominację na ambasadora w Syrii, którym był do 2003. Następnie do 2007 zarządzał publiczną agencją rozwojową Austrian Development Agency. W latach 2007–2012 był ambasadorem w Grecji. Później pracował w ministerstwie jako dyrektor sekcji współpracy rozwojowej (2012–2013) i zastępca sekretarza generalnego resortu (2013). W 2013 objął najwyższe stanowisko urzędnicze w ministerstwie spraw zagranicznych, zostając jego sekretarzem generalnym. Funkcję tę pełnił do 2018, po czym w tym samym roku stanął na czele austriackiego przedstawicielstwa dyplomatycznego we Francji.
W październiku 2021 z rekomendacji ÖVP powołany na ministra spraw zagranicznych i europejskich w rządzie Alexandra Schallenberga. Urząd ten sprawował do grudnia tegoż roku.

## Odznaczenia
- Order Księcia Branimira (Chorwacja, 1995)[6]
- Wielki Oficer Orderu Gwiazdy Włoch (Włochy, 2016)[7]
- Order Orła Tyrolu (2023)[8]